# Signo del dragón
El signo del Dragón (龍) es la única criatura mítica en el zodiaco chino. En China, la figura del dragón se asocia con la fuerza, con la salud, con la armonía y con la buena suerte; se colocan encima de las puertas o encima de los techos para desterrar a los demonios y a los espíritus malignos. Dentro de la cultura china, más bebés nacen en el año del signo del Dragón que en cualquier otro. También se representa como un símbolo de las artes marciales, actualmente muy conocido y difundido por casi todo el mundo en lo relativo a la defensa personal. Muchos senseis o artistas marciales se han inspirado en adoptar su simbología, principalmente en el mundo occidental.
El signo del Dragón es el quinto del horóscopo chino.

## Años y los cinco elementos
Como en todos los signos del horóscopo chino, el del Dragón puede ser de uno de los siguientes cinco tipos, cada uno asociado a un elemento y cada uno con rasgos de personalidad diferentes: Dragón de Madera, Dragón de Fuego, Dragón de Tierra, Dragón de Metal y Dragón de Agua.
Se puede decir que la gente nacida durante estos intervalos de tiempo, han nacido en el "Año del dragón".
| Inicio                | Final                 | Elemento    |
| --------------------- | --------------------- | ----------- |
| 16 de febrero de 1904 | 3 de febrero de 1905  | Madera (木) |
| 3 de febrero de 1916  | 22 de enero de 1917   | Fuego (火)  |
| 22 de enero de 1928   | 9 de febrero de 1929  | Tierra (土) |
| 8 de febrero de 1940  | 26 de enero de 1941   | Metal (金)  |
| 27 de enero de 1952   | 13 de febrero de 1953 | Agua (水)   |
| 13 de febrero de 1964 | 1 de febrero de 1965  | Madera (木) |
| 31 de enero de 1976   | 17 de febrero de 1977 | Fuego (火)  |
| 17 de febrero de 1988 | 5 de febrero de 1989  | Tierra (土) |
| 5 de febrero de 2000  | 23 de enero de 2001   | Metal (金)  |
| 23 de enero de 2012   | 9 de febrero de 2013  | Agua (水)   |
| 10 de febrero de 2024 | 28 de enero de 2025   | Madera (木) |
| 28 de enero de 2036   | 14 de febrero de 2037 | Fuego (火)  |
| 14 de febrero de 2048 | 1 de febrero de 2049  | Tierra (土) |
| 2 de febrero de 2060  | 20 de enero de 2061   | Metal (金)  |
| 19 de febrero de 2072 | 6 de febrero de 2073  | Agua (水)   |
| 6 de febrero de 2084  | 25 de enero de 2085   | Madera (木) |
| 25 de enero de 2096   | 11 de febrero de 2097 | Fuego (火)  |